# Andy Abraham

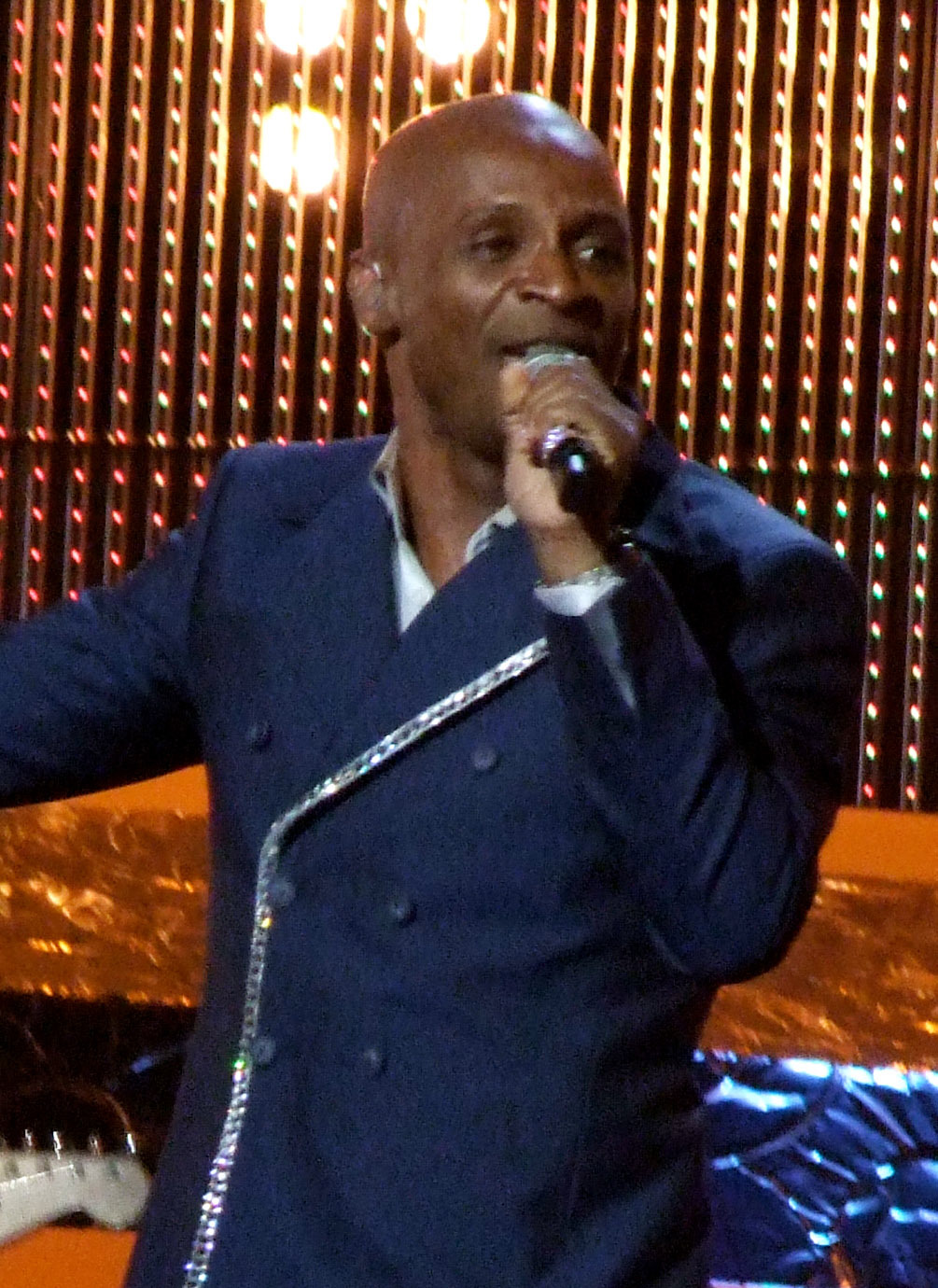
Andy Abraham tijdens het Eurovisiesongfestival 2008

Andy Abraham (Londen, 17 juli 1964) is een Britse zanger. Hij heeft vooral succes in het Verenigd Koninkrijk en in Ierland, maar was daarbuiten te zien door zijn deelname aan het Eurovisiesongfestival 2008.
Abraham, voorheen onder andere buschauffeur en vuilnisman, deed in 2006 mee aan de Britse versie van het televisieprogramma The X Factor. Hij eindigde hierin als tweede, achter winnaar Shayne Ward. Abrahams debuutalbum The impossible dream ging 300.000 keer over de toonbank.
Zijn tweede album Soul Man kwam eind 2006 uit. Het kon dit resultaat niet evenaren. Wel scoorde hij met het nummer December brings me back to you een bescheiden hit.
In 2008 mocht Abraham het Verenigd Koninkrijk vertegenwoordigen op het Eurovisiesongfestival, nadat hij de Britse voorronde won. Op 24 mei trad hij in Belgrado aan met Even if. Hiermee werd hij met 14 punten laatste. Het was de tweede keer in de songfestivalhistorie dat het Verenigd Koninkrijk onderaan eindigde.
1957: Patricia Bredin · 
1959: Pearl Carr & Teddy Johnson · 
1960: Bryan Johnson · 
1961: The Allisons · 
1962: Ronnie Carroll · 
1963: Ronnie Carroll · 
1964: Matt Monro · 
1965: Kathy Kirby · 
1966: Kenneth McKellar · 
1967: Sandie Shaw · 
1968: Cliff Richard · 
1969: Lulu · 
1970: Mary Hopkin · 
1971: Clodagh Rodgers · 
1972: The New Seekers · 
1973: Cliff Richard · 
1974: Olivia Newton-John · 
1975: The Shadows · 
1976: Brotherhood of Man · 
1977: Lynsey de Paul & Mike Moran · 
1978: Co-Co · 
1979: Black Lace · 
1980: Prima Donna · 
1981: Bucks Fizz · 
1982: Bardo · 
1983: Sweet Dreams · 
1984: Belle & The Devotions · 
1985: Vikki Watson · 
1986: Ryder · 
1987: Rikki · 
1988: Scott Fitzgerald · 
1989: Live Report · 
1990: Emma · 
1991: Samantha Janus · 
1992: Michael Ball · 
1993: Sonia · 
1994: Frances Ruffelle · 
1995: Love City Groove · 
1996: Gina G · 
1997: Katrina & the Waves · 
1998: Imaani · 
1999: Precious · 
2000: Nicki French · 
2001: Lindsay Dracass · 
2002: Jessica Garlick · 
2003: Jemini · 
2004: James Fox · 
2005: Javine Hylton · 
2006: Daz Sampson · 
2007: Scooch · 
2008: Andy Abraham · 
2009: Jade Ewen · 
2010: Josh Dubovie · 
2011: Blue · 
2012: Engelbert Humperdinck · 
2013: Bonnie Tyler · 
2014: Molly · 
2015: Electro Velvet · 
2016: Joe & Jake · 
2017: Lucie Jones · 
2018: SuRie · 
2019: Michael Rice · 
2021: James Newman ·
2022: Sam Ryder ·
2023: Mae Muller ·
2024: Olly Alexander ·
2025: Remember Monday
- Gemeinsame Normdatei: 135789982
- International Standard Name Identifier: 0000 0003 6344 9545
- MusicBrainz: 4efb6fb6-eb60-4eb5-b01c-2a15cfa38562
- Virtual International Authority File: 224911130
- WorldCat: E39PBJfGTPG8dxHwX3ghgKRFrq